# Grote Mot

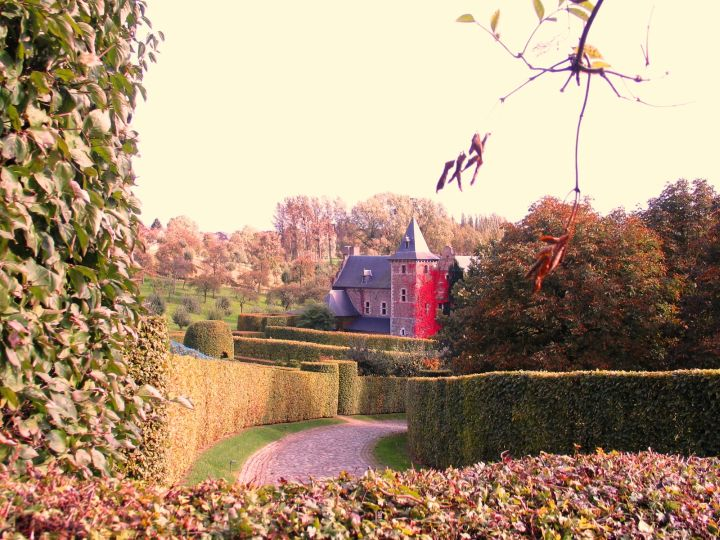
Park en landhuis van de Grote Mot

De Grote Mot is een kasteelachtige woning die zich bevindt aan Mot 1 te Borgloon. De woning wordt omringd door een park.

## Gebouw
De woning ligt ten zuiden van het stadje. De kern ervan is 17e-eeuws en is opgetrokken in Maaslandse stijl. Opgravingen in 1990 bracht de overblijfselen van een brug, een vierkante toren en een omheiningsmuur aan het licht, maar geen vondsten die ouder waren dan de 17e eeuw. Het gebouw werd tijdens de Tweede Wereldoorlog gebombardeerd, en daarna werden twee torens afgebroken.
Van het oorspronkelijke gebouw rest nog een deel van twee traveeën en twee bouwlagen hoog, afgesloten met een krulgevel uit de tijd van de bouw. Dit gebouw is van baksteen, met banden en verdere afwerking in mergelsteen. Een gevelsteen toont het jaartal 1661.
Het gebouw is in de 19e eeuw onder meer eigendom geweest van de François Lambermont, griffier, en de familie Wagemans, een handelaarsfamilie.
In 1976 werd het gebouw gerenoveerd en uitgebreid in traditionalistische stijl. Daarbij werd de oude kern zoveel mogelijk ontzien. Ook werden er oude materialen toegepast die afkomstig waren van het Kasteel van Fontaine te Horion-Hozémont. In 1996 werd een oranjerie aangelegd. De Nederlandse kunsthandelaar Robert Noortman, bekend als medeoprichter van de kunstbeurs TEFAF in Maastricht en tevens het vermoedelijke brein achter een in scène gezette schilderijenroof uit zijn galerie, was hier woonachtig van 1990 tot zijn dood in 2007.

## Park
Direct aansluitend aan de Graaf ligt het park dat bij de Grote Mot behoort. Deze tuin, op de plaats van een vroeger complex van moestuinen en boomgaarden, werd in 1990 aangelegd naar ontwerp van Jacques Wirtz. De tuin, gelegen op sterk aflopend terrein, omvat hagen van taxus en buxus. Ook zijn er boomgaarden en wijngaarden, waarmee de in vroeger jaren aanwezige wijnbouw weer werd hersteld.